# Peugeot H2O
La Peugeot H2O est un concept car du constructeur automobile français Peugeot, réalisé sur la base d'une Peugeot 206. Il s'agit d'un véhicule de pompiers.